# Chet Lam
Chet Lam (n. 11 de abril de 1976) es un cantautor hongkonés. Es el hermano mayor de la cantante Eman Lam.

## Carrera
Su carrera artística comenzó con su propio sello de LYFE Music en el 2003, más adelante cambio por el sello Warner Music y East Asia Records. A partir del 2005, comenzó en expandir su etiqueta mediante una presentación de espectáculos de artistas, como AT17, FAMA, Wildchild y  My Little Airport. Lam ha estado colaborando cada dos años con el teatro de Hong Kong de "W theatre".
Lam ha estado actuando profesionalmente desde los diez años de edad, en dramas de radiodifusión y en cortes comerciales de televisión como jingles. Después de graduarse de la Universidad de la Ciudad de Hong Kong, se especializó en negocios japoneses, empezó a escribir temas musicales y ha publicado más de 200 composiciones en la industria de la música china.

## Vida personal
En el 2005, Chet Lam se declaró gay, el día del orgullo gay en Hong Kong, apoyó a favor de la reindivicación de los derechos de la comunidad LGBT y fue noticia en el 2005, tras ofrecer una gira de concierto crusado con la cantante Miriam Yeung, pues ambos interpretaron la misma canción titulada "Boys Like Me". Como una afirmación honesta de su mismo sexo e inclinación romántica, había abordado abiertamente su identidad sexual con un abogado.

## Discografía
30em
- 【床頭歌】Pillow songs (Cantonese)(2003)
- 【遊樂】Travelogue 1 (Cantonese)(2003)
- 【一個人在途上】Travelogue, too (Cantonese)(2004)
- 【你今日拯救咗地球未呀?】The Soundtrack of Our Lives (Music Theatre Soundtrack, Cantonese) (2005)
- 【Camping】 (English) (2006)
- 【思生活】the private life of c (mandarin) (2007)
- 【一期一会】Once in a Lifetime (Music Theatre Soundtrack, Cantonese) (2007)
- 【城市旅人】Travelogue, three (Cantonese)(2008)
- 【思路】my lonely planet (mandarin)(2009)
- 【Back to the Stars】(English) (2010)
- 【One Magic Day】(Cantonese) (2011)
- 【愛鄖書】I Love You Best (Cantonese) (2012)
- 【Oh My Goodness】(Cantonese) (2013)
- 【Playlist】(Mandarin) (2014)

|}
Live album:
30em
- 【林一峰遊樂會】Travelling Live (2004)
- CAMPiNG iN Hong Kong (2006)
- 【The Storyteller Show】(2008)
- 【One Cake One LYFE】(with the pancakes) (2008)
- 【一峰二汶好天氣演唱會】Chet Lam and Eman Lam Live at the Coliseum (2009)
- 【一峰不能藏二汶演唱會】Chet Lam and Eman Lam Live (2010)
- 【One Magic Day Live】(2011)
- 【林一峰遊樂會2013】Chet Lam Dream on Live (2013)

|}
Special projects:
30em
- 【這一路走來】Introducing Chet Lam (Mandarin compilation) (2005)
- 【夜生活】the night life of c (Limited EP) (2007)
- 【三種幸福】3 Kinds of Happiness (Limited EP) (2007)
- 【為你含情】Hum Ching for You (w/my little airport) (2008)
- 【山谷裡的音樂】Music from the Valley (w/XiaoJuan and the Residents of the Valley, EP) (2009)
- 【好天氣】Good Weather (w/Eman Lam, EP) (2009)
- 【戀愛總是平靜地意外...來臨】Love Comes Slowly, Naturally & Silently (Love Songs EP)(2009)
- 【花訣】Requiem for Flowers (w/Shin Wong & Alex Fung)(2010)
- 【One Magic Christmas】(Christmas EP)(2011)
- 【家課】(Homework) (Compilation album)(2012)

|}

## Filmografía
30em
- I Am Not What You Want (2001)
- Buffering (2003)
- Beyond Our Ken（2004）
- Mcdull The Alumni（2006）
- Trivial Matters（2007）
- Death Laughing（2009）

|}
Voice Over
30em
- Garfield the Movie（2004)
- McDull, Prince de la Bun（2004）
- Racing Stripes（2005）
- The Journey to the West（2013）

|}

## Etapa
30em
- 【馴情記】Best Memories in my Life (2003)
- 【你今日拯救o左地球未呀】Superman Forever (2005)
- 【一期一会】Once in a Lifetime (2007)
- 【戀愛總是平靜地意外身亡】Love Dies Slowly, Naturally & Silently (2009, 2010)

|}

## Libros
30em
- 【音樂．旅．情】(Music, Travel, Love) (2004) - collective articles
- 【隨身聽．隨心唱】(Take it Easy) (2005) - collective articles
- 【一人一峰一結他】(One Man One Guitar) (2006) - scores
- 【思生活】(Never Forget How to Feel) (2007) - collective articles
- 【遊子意外】(Travelling Bugs and Blocks) (2009) - travel stories
- 【半滿 半空】(Half Full, Half Empty) (2013) - collective articles
- 【慢煮，快活】(Slow Food in Asia's Fast Cities) (2014) - cookbook

|}